# Балакин, Николай Николаевич
Николай Николаевич Балакин (укр. Микола Миколайович Балакін; 9 [22] мая 1911, Киев — 3 сентября 1992, Киев) — советский футболист, затем — футбольный судья. Нападающий, выступал за киевские клубы «Желдор», «Локомотив» и «Динамо». Мастер спорта СССР. Судья всесоюзной категории (29.12.1952), арбитр ФИФА (1958), представлял Киев. Дважды попадал в список лучших судей страны: 1953 и 1964.

## Биография
Первым клубом Балакина в 1929 году стал «Желдор» (с 1936 года — «Локомотив»), после чего он играл за ряд киевских команд — «Динамо», «Медик» и Окружной дом офицеров. С 1932 года по 1935 год выступал за сборную Киева. В классе «А» чемпионата СССР провёл 70 матча и забил 19 голов («Динамо» — 45 (7), «Локомотив» — 25 (12)). Обладатель Кубка УССР в составе «Динамо» (1944).
После завершения карьеры игрока в 1947 году начал карьеру футбольного арбитра. С 1950 по 1965 годы обслуживал поединки чемпионата СССР в классе «А» (91 матч). Балакин стал первым украинским арбитром, который получил категорию ФИФА. Работал в качестве главного судьи на международных матчах. За свою судейскую деятельность награждён памятной серебряной медалью «За судейство 80 матчей чемпионата СССР», а также значками «Почётного арбитра всесоюзной категории — за 25 лет судейской практики», и «Почётный арбитр».
В 1959 году возглавил только что созданную Федерацию футбола Украинской ССР. С февраля 1961 по 1983 год руководил коллегией арбитров УССР. В середине 1950-х годов был членом президиума Всесоюзной секции футбола, а в 1960-е входил в состав Президиума Всесоюзной коллегии арбитров. С 1952 по 1984 год работал преподавателем, доцентом и заведующим кафедрой футбола Киевского института физической культуры. Возглавлял кафедру футбола и хоккея Киевского института физической культуры с момента её создания в 1963 году в течение 10 лет.
Представитель известной спортивной семьи. Младший брат Владимир и старший сын Игорь защищали цвета киевского «Динамо» и других клубов. Младший сын Александр — судья всесоюзной категории (1990), внук Николай — арбитр ФИФА (2016).
Умер 3 сентября 1992 года в городе Киев на 82-м году жизни. Похоронен вместе с женой в колумбарии Байкового кладбища.

## Награды
- Медаль «За трудовую доблесть» (27.04.1957) — «за успехи, достигнутые в деле развития массового физкультурного движения в стране, повышения мастерства советских спортсменов, и успешное выступление на международных соревнованиях»